# スピードネット
スピードネットは、かつて東京電力が運営していたインターネットサービスプロバイダである。2006年5月31日にサービス終了した。無線アクセスとFTTHの2つの接続サービスを提供していた。特に無線アクセスについてはラストワンマイルとして無線LAN(FWA)を用いた定額ブロードバンドインターネット接続サービスで一世を風靡した。

## 無線アクセス

### 背景
1999年夏当時、大半の地域において一般家庭や小規模事業所では3分10円の従量制の電話料金がかかり速度も遅いダイヤルアップ接続しかインターネットへの接続手段がなく、当時はメタルケーブル加入者回線を独占的に保有しているNTTが、既に多大な投資をしたISDNへ固執するあまりADSLなど定額接続に積極的でなかったこと、CATVやFTTHは、コストや社会的な理解の不足から、マンション等集合住宅への敷設が困難であったことなどから、これらのインフラは日本では普及しないと見込んだ東京電力、ソフトバンク、マイクロソフトが同年9月に合弁会社を設立し(構想発表は同年7月頃)、NTT回線に依存しない無線網を使った定額インターネット接続サービスを行うことが企画された。

### 接続方法
インターネットから電柱上の基地局までを東京電力の光ファイバーで接続し、そこから加入者宅までを2.4GHzの周波数ホッピング方式の無線（IEEE 802.11b方式の無線LAN）で接続する。
加入者宅には10cm四方のアンテナと受信装置を取り付ける。

### 利用料金と接続速度
速度は上下とも1.5Mbpsのベストエフォート型回線である。料金プランにより最大データ転送量に制限があり、それを超過するとその月の月末まで速度が60kbpsに制限される。インターネットプロバイダとインターネット接続サービスを兼ねているため、下記の利用料金のみでインターネットを利用できる(プロバイダ料金がかからない)。
- 2001年5月25日(サービス開始時点)の利用料金
  - 最大データ転送量5GB - 月額4350円(接続料3450円+無線機レンタル料900円)
- 2001年12月1日から
  - 最大データ転送量5GB(プランI) - 月額3350円(接続料2450円+無線機レンタル料900円)
  - 最大データ転送量10GB(プランII) - 月額4350円(接続料3450円+無線機レンタル料900円)
  - 転送量無制限(プランIII) - 月額6350円(接続料5450円+無線機レンタル料900円)

※いずれも消費税抜きの価格
支払い方法はクレジットカードと口座振替が選べるが、口座振替の場合月額200円の手数料が上乗せされる。

### 整備の状況
当初は2000年夏のサービス開始予定であったが、電波の干渉などトラブルが相次ぎ、たびたび延期された。
問題を解決後、2000年8月14日に埼玉県浦和市・大宮市・与野市(現さいたま市)で試験サービスが開始され、2001年5月25日にさいたま市を皮切りに、1年遅れでようやく本サービス開始にこぎつけた。
しかし、その間に東京めたりっく通信(現:ソフトバンクBB)の登場などにより定額接続への流れに逆らえないことを認識したNTTがADSL等定額接続に積極的に取り組む方向に転換したほか、総務省の後押しもありADSL事業者が次々に開業した。
ケーブルテレビ会社もインターネットの普及に伴いインターネット接続サービスが付加価値になることに気がつき始め次々にインターネット接続事業に参入、さらにADSLも技術面での改良により到達距離が伸びエリアを拡大、価格競争も激化した。
そのため、遅れて開業した時点で既に存在意義の大半を失っており、最終的に2003年6月1日は東京電力に営業譲渡の上清算され、TEPCOひかりの無線接続サービスに受け継がれた。当時の会員は約3万人。また、スピードネットの出資会社のひとつであったソフトバンクも、子会社であるソフトバンクBBが東京めたりっく通信を合併してYahoo! BBを開始、ADSLへ舵を切ってしまった。
そして2005年3月31日、新規受付を終了し、2006年5月31日にスピードネット「無線アクセスサービス」のサービスを終了した。
なお、設立時の出資比率は東京電力、ソフトバンク、マイクロソフトいずれも31.2%ずつであったが、2001年4月下旬には東京電力77.13%、ソフトバンク10.35%、マイクロソフト10.35%となった。このことから本サービス開始前にすでに3社の足並みが乱れていたことが窺える。

## FTTH
東京電力がすでに提供していた「TEPCOひかり」を利用したFTTHサービス。スピードネットはインターネットプロバイダ、東京電力が接続サービスを提供する形になる。2001年9月中旬から開始され、上下とも100Mbpsのベストエフォート型。接続料にはプロバイダ料金が含まれている。
- 2001年9月(サービス開始時点)の利用料金
  - 集合住宅 - 月額4950円(メディアコンバーターレンタル料込) ※10世帯以上の申し込みが必要　※最大データ転送量10GBの制限がある
  - 一戸建て - 月額12800円(メディアコンバーターレンタル料込)　※最大データ転送量40GBの制限がある
- 2002年9月から
  - TEPCOひかり。(ホーム) -  月額9880円(接続料8980円+メディアコンバーターレンタル料900円)
  - TEPCOひかり。(SOHO) -  月額17380円(接続料16480円+メディアコンバーターレンタル料900円) ※同時に10台まで接続できる
- 2002年12月1日から
  - TEPCOひかり。(ホーム) -  月額6480円(接続料5580円+メディアコンバーターレンタル料900円)
  - TEPCOひかり。(SOHO) -  月額14400円(接続料13500円+メディアコンバーターレンタル料900円) ※同時に20台まで接続できる

※いずれも消費税抜きの価格
前述のとおり2003年6月1日に東京電力に営業譲渡され、東京電力の「TEPCOひかり」のプランの1つである「スピードネットTEPCOひかり。」となった。その「スピードネットTEPCOひかり。」も2006年9月1日にはDTIに事業譲渡され、DTIの「TEPCOひかり対応プラン」へ移行された。